# 周臣 (正德進士)
周臣（1475年—？），字藎臣，雲南洱海衛軍籍直隸常州府武進縣人，明朝政治人物。

## 生平
正德五年（1510年）庚午科雲貴鄉試第十一名舉人，十二年（1517年）中式丁丑科會試第三百十七名，三甲第一百四十二名進士。戶部觀政，授公安縣知縣，改常德府學教授，升國子監學錄。

## 家族
曾祖周順寧；祖父周敏；父周海，母陳氏；繼母謝氏。永感下。兄周官、周幹。